# Palencia (provins)
Palencia er en provins i det  vestlige Spanien, centralt beliggende i den den autonome region Castilien og Leon. Den grænser til provinserne León, Burgos, Valladolid og til Cantabrien.
Provinsen har omkring 175.000 indbyggere og næsten halvdelen af disse bor i provinshovedstaden Palencia. Der er 191 kommuner i provinsen, men mere end halvdelen af landsbyerne har færre end 200 indbyggere. Palencia dækker et område på 8.052 km². 